# Blauer Lattich
Der Blaue Lattich (Lactuca perennis), auch Dauer-Lattich genannt, ist eine Pflanzenart aus der Gattung der Lattiche (Lactuca) innerhalb der Familie der Korbblütler (Asteraceae).

## Beschreibung

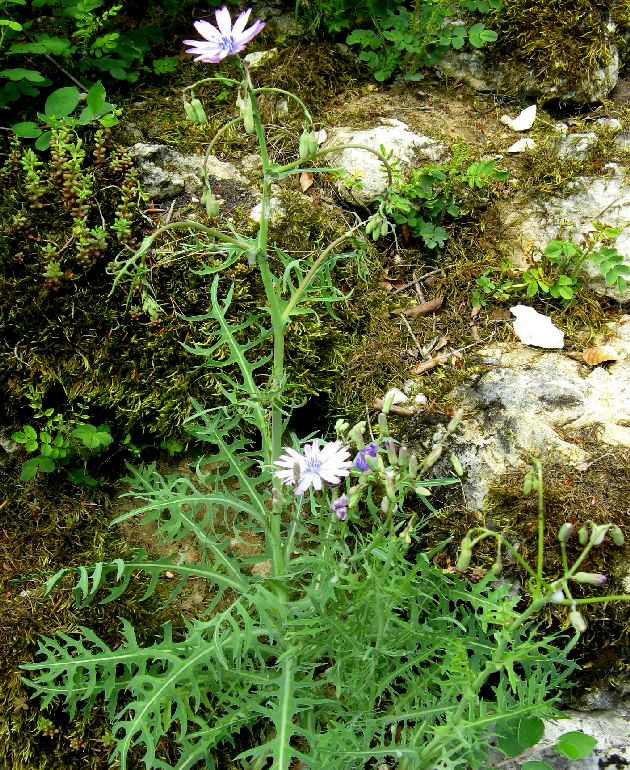
Habitus, Laubblätter und Blütenstand

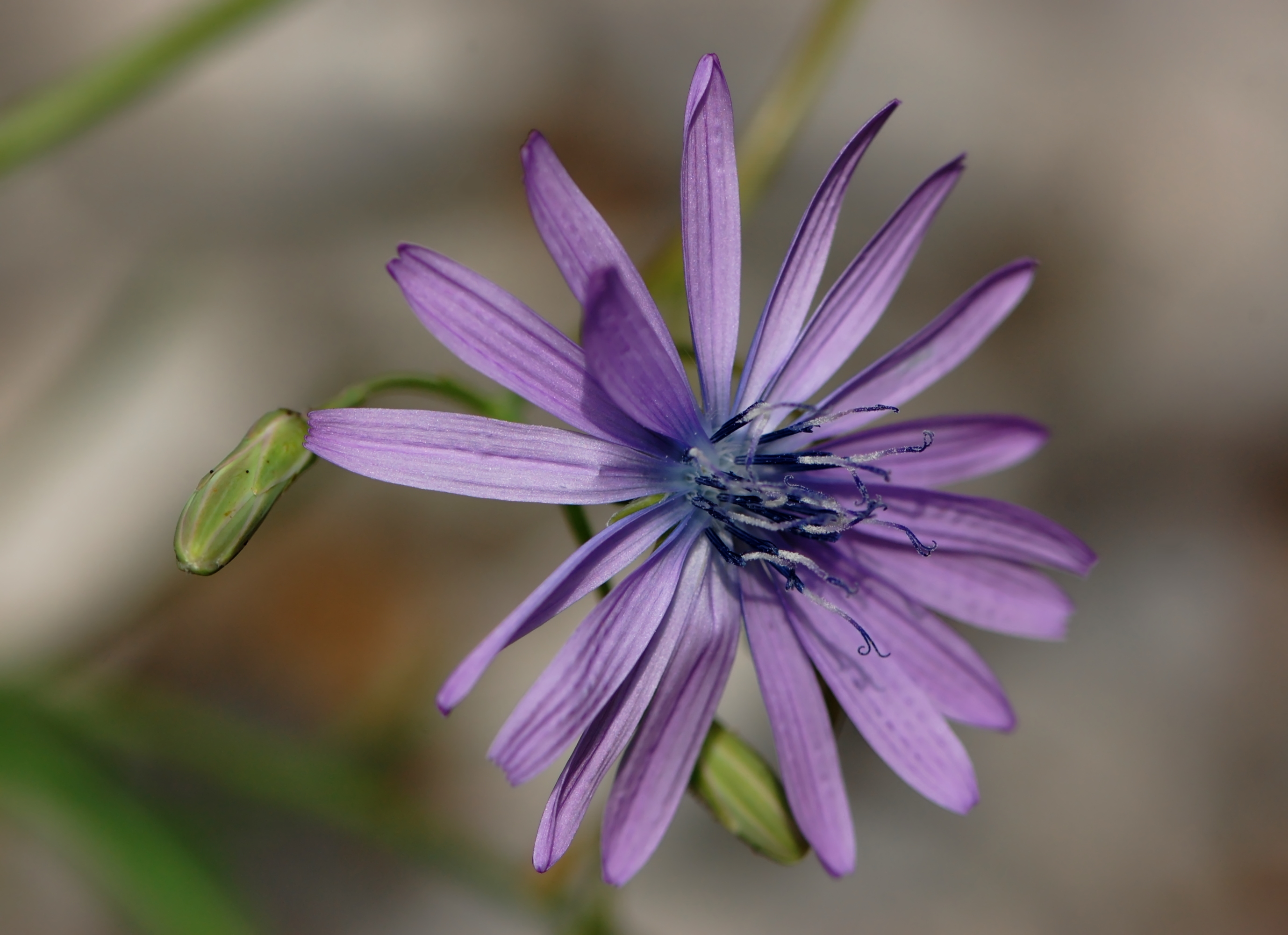
Blütenkorb

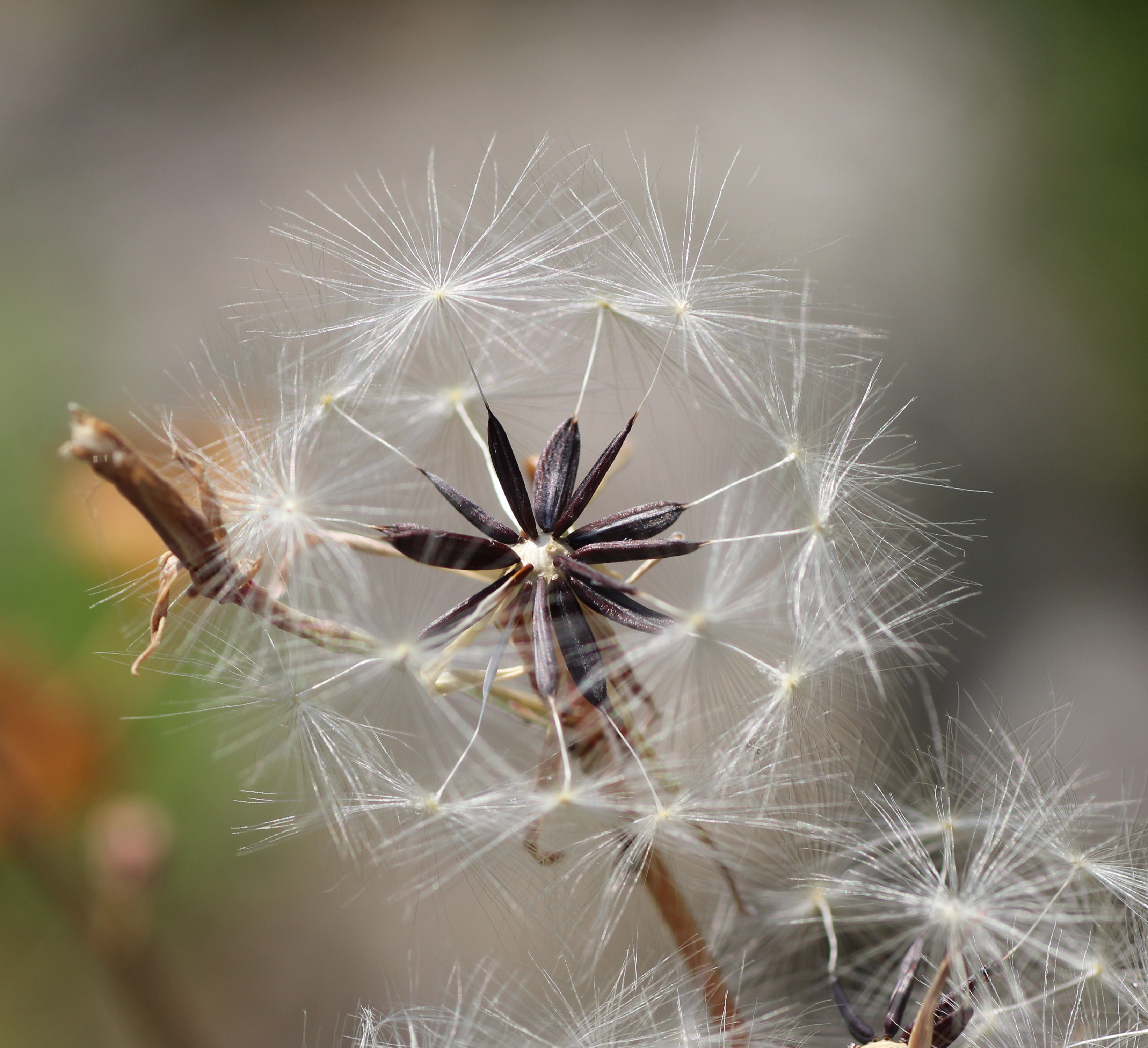
Fruchtstand

### Vegetative Merkmale
Der Blaue Lattich ist eine sommergrüne, ausdauernde krautige Pflanze und erreicht Wuchshöhen von 30 bis 60 Zentimetern. Sie bildet eine Pleiokormwurzel aus, aber keine Ausläufer. Die kahlen Stängel sind aufrecht und nur im oberen Bereich verzweigt.
Von den Laubblätter sind die unteren gestielt und die oberen halbstängelumfassend und weisen einen geöhrten, herzförmigen Blattgrund auf. Die weichen, bläulich grünen Blattspreiten sind fiederspaltig. An allen Blattspreiten befinden sich zahlreiche linealische bis lanzettliche Blattabschnitte, welche oft gelappt oder gezähnt sind.

### Generative Merkmale
Die Blütezeit reicht von Mai bis Juni. Die körbchenförmigen Blütenstände sind in einer sparrig ausgebreiteten schirmrispigen Gesamtblütenständen angeordnet. Die Hüllblätter sind nicht purpurfarben gefleckt. Die Hülle ist eiförmig-walzlich, 10 bis 15 Millimeter lang und kahl. Die äußeren Hüllblätter sind dreieckig, die inneren sind lanzettlich; alle sind weißberandet und tragen Wimperhärchen an der Spitze.
Die Blütenkörbe enthalten jeweils etwa 16 Zungenblüten. Die Zungenblüten sind blau oder lila, selten weiß.
Die Achänen sind 6 Millimeter lang, schwarz, fein höckerig rau und haben beiderseits eine Längsrippe. Der Fruchtschnabel ist genauso lang wie der Rest der schwarzen Achäne. Der Pappus ist schneeweiß.
Die Chromosomenzahl beträgt 2n = 18.

## Ökologie
Beim Blauen Lattich handelt es sich um einen sommergrünen, skleromorphen, mesomorphen Hemikryptophyten und eine Halbrosettenpflanze.
Die Bestäubung erfolgt durch Insekten; Blütenbesucher sind Coleopteren, Dipteren und Hymenopteren. Die Ausbreitung der Diasporen, es sind die Achänen, erfolgt durch den Wind.
Der Pilz Puccinia lactucarum lebt auf dem Blauen Lattich. Eine Eriophyidarum-Art bildet an ihm Gallen.

## Vorkommen
Das Verbreitungsgebiet von Lactuca perennis umfasst Süd-, Mittel- und Osteuropa. In Deutschland kommt der Blaue Lattich zerstreut in Mittel- und Nord-Bayern (Donau, Jura und Mainfranken), Süd- und Nordost-Baden-Württemberg, Rheinland-Pfalz und Saarland sowie Thüringen, selten in Süd- und Nordost-Hessen und Mittel-Sachsen (Elbe) sowie Sachsen-Anhalt vor. Der Blaue Lattich ist in Deutschland im Rückgang begriffen.
Der Blaue Lattich wächst auf trockenen Felsfluren, insbesondere auf Felsbändern, sowie auf flachgründigen Trockenrasen, Weinbergsbrachen und trockenen Ruderalstellen wie Wegrändern, Mauern und Hafenanlagen. Lactuca perennis kommt in Pflanzengesellschaften der Klassen Sedo-Scleranthetea oder Festuco-Brometea, aber auch in denen der Verbände Geranion sanguinei, Dauco-Melilotion oder Convolvulo-Agropyrion vor.
Der Blaue Lattich ist „basenhold“, d. h., er gedeiht am besten auf basischen Böden, besonders wenn sie felsig-steinig oder sandig sind. Er steigt in Graubünden bis in eine Höhenlage von 1900 Meter, im Kanton Wallis bis 2120 Meter auf.
Die ökologischen Zeigerwerte nach Landolt et al. 2010 sind in der Schweiz: Feuchtezahl F = 1+ (trocken), Lichtzahl L = 5 (sehr hell), Reaktionszahl R = 5 (basisch), Temperaturzahl T = 4+ (warm-kollin), Nährstoffzahl N = 2 (nährstoffarm), Kontinentalitätszahl K = 4 (subkontinental).

## Taxonomie
Die Erstveröffentlichung von Lactuca perennis erfolgte 1753 durch Carl von Linné in Species Plantarum, Tomus II, Seite 796. Ein Synonym für Lactuca perennis L. ist Lactuca deggeleriana Hegetschw.

## Nutzung
Die bitter schmeckenden Laubblätter werden in manchen Gebieten als Salat gegessen.